# Plesiocera rhodesiensis
Plesiocera rhodesiensis är en tvåvingeart som beskrevs av Hesse 1956. Plesiocera rhodesiensis ingår i släktet Plesiocera och familjen svävflugor.
Artens utbredningsområde är Zimbabwe. Inga underarter finns listade i Catalogue of Life.